# Nasa laxa
Nasa laxa là một loài thực vật có hoa trong họ Loasaceae. Loài này được (J.F. Macbr.) Weigend mô tả khoa học đầu tiên năm 2006.